# Koninklijke HFC
De Koninklijke Haarlemsche Football Club, kortweg de Koninklijke HFC, is een Nederlandse voetbalclub uit Haarlem, net over de grens met Heemstede. Conform het door oprichter Pim Mulier geschreven naslagwerk Athletiek en Voetbal (1894) en de daarop gebaseerde berichtgeving in HFC’s jubileumboeken werd de club opgericht in 1879 en de kleuren zijn wit-blauw. Als een van de oudste voetbalclubs van Nederland speelt de Koninklijke HFC een vooraanstaande rol in de Nederlandse voetbalsport en is ze lid van de Club of Pioneers.
De Koninklijke HFC won zowel driemaal het landskampioenschap als de nationale voetbalbeker. In 1959 kreeg de club het predicaat Koninklijk toegekend door koningin Juliana. Het standaardelftal speelt in het seizoen 2024/25 in de Tweede divisie.

## Geschiedenis

### Oprichting
HFC is naar eigen zeggen opgericht op 15 september 1879 door een aantal Haarlemmers, waaronder Frans Peltenburg en Pim Mulier. In 1894 schreef medeoprichter Mulier het volgende over het begin van HFC, in zijn boek Athletiek en Voetbal: ‘Te Haarlem speelden in den winter van 1879 – 80 een 50-tal jongens, de meesten ca. 13 à 14 jaar oud, het voetbalspel. Wij speelden Rugby naar een boekje, hetwelk ik uit Engeland had gekregen en het ging er lustig bij toe. (…) Op een vergadering in de vrije lucht constitueerden wij ons tot de Haarlemsche Football Club.’ Maar het eerste officiële bericht over een bestuursvergadering van HFC als aparte club, na één tot twee jaar als voetbaltak van de cricketclub Rood en Wit te hebben geopereerd, staat pas in het tijdschrift Nederlandsche Sport van 12 November 1887. In de beginjaren speelden Mulier en de zijnen 'football' volgens rugbyregels. Omdat dit te duur werd, schakelde men in 1883 over op 'Association Football', het huidige voetbal. In die tijd werd er nog gespeeld rond drie populieren die op het veld de Koekamp (Frederikspark) stonden. De eerste voetbalwedstrijd op de Nederlandse velden speelde HFC in 1886 ook op de Koekamp tegen AFC "Sport".
De traditionele uitrusting van de Koninklijken bestaat uit een wit tenue met een blauwe broek.
In het jaar 1899 verhuisde men naar de Spanjaardslaan, de huidige locatie. Op dat moment viel het sportpark nog onder de gemeente Heemstede, sinds 1927 behoort het terrein echter aan de gemeente Haarlem. Voor veel jeugdspelers uit Heemstede is Koninklijke HFC wel de dichtstbijzijnde voetbalclub, waardoor de club procentueel veel Heemstedenaren als lid heeft.
De Graaf Carl van der Straten-Ponthoz stelt aan het begin van de 20e eeuw een beker beschikbaar voor een internationaal voetbalconcours. Hij wil de beste voetbalploegen van Europa naar Brussel trekken en stuurt uitnodigingen naar clubs uit Nederland, Duitsland, Frankrijk, Engeland en Zwitserland. De winnaar van het toernooi zal zich kampioen van Europa mogen noemen. In 1905 werd HFC uitgenodigd om deel te nemen aan de zesde editie van de Coupe Ponthoz. Op de eerste speeldag wint HFC met 6-2 van de Belgische rivaal Léopold FC. In de tweede ronde komt HFC uit tegen Union Saint-Gilloise, maar verliest de wedstrijd met 2-1 van de Belgische landskampioen.

### Nieuwbouw
Vanaf 2020 werkte Koninklijke HFC aan nieuwbouwplannen voor de accommodatie. In 2024 stemden de leden in met de plannen, waarbij ook de gemeente Haarlem financieel aan bijdraagt. Er wordt tot en met 2026 een nieuw clubhuis gebouwd met een nieuwe zittribune voor 550 toeschouwers.

## Twijfel over oprichtingsjaar
Hoewel lange tijd algemeen werd aangenomen dat de Koninklijke HFC in 1879 is opgericht plaatste Nico van Horn in 2004 als eerste openlijk vraagtekens bij de oprichtingsdatum van de HFC. In 2014 herhaalde journalist Frans van den Nieuwenhof deze twijfels. Hij zegt onder andere: 'Als het waar is dat Pim Mulier op 15 september 1879 de Haarlemsche Football Club heeft opgericht, weet hij dat ruim vijftien jaar goed verborgen te houden. Pas op 13 mei 1895, kort nadat HFC kampioen is geworden in de westelijke eerste klasse, is er in kranten en week-bladen een verwijzing te vinden naar de dag waarop HFC is ontstaan' en 'Juist in die periode zou Mulier naar eigen zeggen in Nederland association football hebben verspreid. Hij verwijst daarbij naar de oprichting van de Haarlemse zusterclub Excelsior in 1883, maar dat jaartal klopt niet. Excelsior is als cricketclub opgericht op 12 april 1887 en zal pas in de winter van 1888/89 het association football gaan spelen. Als de Haarlemsche Football Club in 1879 zou zijn opgericht, dan zou het de enige vereniging uit de 19e eeuw zijn waar eerder voetbal werd gespeeld dan cricket. Dat is zeer onwaarschijnlijk. Alle grote voetbalclubs van Nederland uit die tijd komen voort uit het cricket, omdat de spelers van die tijd naar vermaak zochten in de wintermaanden, als de velden keihard of modderzacht zijn. De Sportalmanak van 1890 noemt 1 september 1881 als oprichtingsdatum van de club.

## Nieuw bewijs voor oprichting 1882-1883
Jan Luitzen en Wim Zonneveld ontkrachten in hun boek Hoe voetbal verscheen in Nederland (uitgegeven op 19 oktober 2018) de mythe dat de Koninklijke HFC opgericht zou zijn in 1879. Uit briefverkeer binnen de familie Van David van Lennep tussen 1881-1882 blijkt dat het in het voorjaar van 1881 opgerichte cricketclubje Rood en Zwart van de tieners Mulier en Van Lennep vanaf september/oktober 1881 tot diep in 1882 rugby speelt. Rood en Zwart transformeert in december 1882 tot ‘de Voetbalclub’ of ‘Haarlemsche Football Club’ als het van rugby overstapt op voetbal. 
Luitzen en Zonneveld concluderen in hun studie dat 17 december 1882 als oprichtingsdatum ‘het meest voor de hand liggend’ is, omdat die datum voorkomt in de contemporaine Sportalmanak 1888, doorgegeven door het toenmalige bestuur van HFC, met Pim Mulier als president.
In de cruciale Haarlemse sportperiode 1880-1895 kan Cornelis Marinus ‘Kees’ Pleyte (1864-1958) worden beschouwd als de bestuurlijke evenknie van Mulier, met langdurig voorzitterschap van de Haarlemse cricketclub Rood en Wit en met bestuurslidmaatschappen in verschillende periodes van de Nederlandse Cricketbond en van HFC. In 1904 doet Kees Pleyte mee aan een enquête van HFC waarin bij leden en oud-leden informatie wordt gevraagd naar hun betrokkenheid bij de club. Als antwoord op de vraag wanneer hij lid was van HFC, schrijft Pleyte het volgende letterlijk op: ‘Werkend lid gedurende de eerste jaren van het bestaan vanaf ± 1883 waarin de oprichting ongeveer viel. Dat de oprichting vóór dien tijd zou hebben plaats gevonden, is onjuist en slechts een verzinsel van den Heer Mulier.’
Medio jaren tachtig van de negentiende eeuw is er maar één actieve voetbalclub in Nederland die rechtstreeks als voetbalclub is gericht, en niet als voetbaltak van een cricketclub: EFC PW in Enschede. Deze nog steeds bestaande club is een samensmelting van twee clubs: de op 30 juni 1885 opgerichte Enschedesche Football Club (E.F.C.) en het op 31 augustus 1885 opgerichte Prinses Wilhelmina. Op 10 oktober 1888 fuseerden deze twee clubs tot E.F.C. P.W., later EFC PW, of kortweg PW genoemd. Over deze club schreven sporthistorici Jan Luitzen en Wim Zonneveld in 2025 het boek Textielvoetbal. E.F.C. Prinses Wilhelmina. De vlegeljaren 1885-1900 . De vraag wie/wat de oudste voetbalclub van Nederland is (bijvoorbeeld HFC of EFC PW) wordt niet specifiek gesteld, maar de oostelijke club EFC PW wordt wél volledig in de context van het landelijke vroege Nederlandse voetbal geplaatst, dat zich vooral in het westen afspeelde, met HFC in een van de pioniersrollen. In het westen ontwikkelde het voetbal zich geleidelijk binnen cricketclubs. In 1881-1882 opgerichte cricketclubs in Haarlem, Den Haag, Rotterdam en Amsterdam gingen ruwweg tussen 1883-1885 voetballen, maar die voetbaltakken van cricketclubs hadden geen eigen oprichtingsdatum. EFC PW verschilde daar van, omdat het Enschedese voetbal niet voortkwam uit cricket. 
Zowel HFC als EFC PW hebben dus hun eigen unieke rol gespeeld binnen de ontwikkelingen van het vroegste voetbal in Nederland.

### Koninklijk predicaat
Bij het 80-jarig bestaan kreeg de club het predicaat "Koninklijk". Vanaf 1923 werd de traditie in het leven geroepen dat het eerste elftal van HFC tegen de ex-internationals speelt op Nieuwjaarsdag. Die traditie bestaat nog steeds, alhoewel de wedstrijd tegenwoordig op de eerste zaterdag na 1 januari wordt gespeeld.
Sinds 2014 is Koninklijke HFC, als oudste voetbalclub van Nederland, lid van de Club of Pioneers.

## Jeugdafdeling

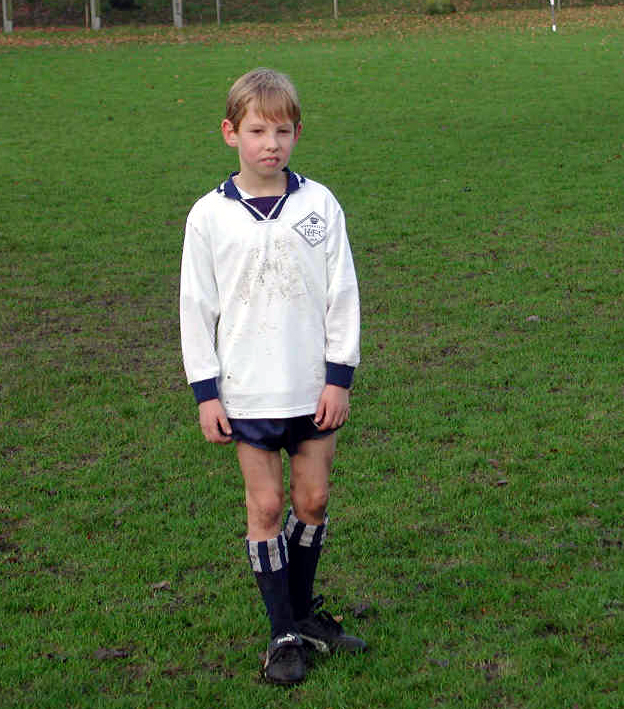
Pupil in clubtenue.

De Koninklijke HFC is een van de grootste voetbalverenigingen in het land met meer dan 1850 leden, waarvan 1164 jeugdleden (januari 2015). In mei 2014 won HFC de Rinus Michels Award voor innovatief jeugdbeleid. In december 2014 kende de KNVB de Jeugdopleiding van HFC de status van Regionale Jeugdopleiding (RJO) toe.

## Rivaliteit

### Rivaliteit met RAP
Voornamelijk in de eerste helft van de jaren negentig in de 19e eeuw waren HFC en RAP elkaars grootste rivalen en de sterkste clubs van Nederland. De boegbeelden van beide clubs Pim Mulier en Kick Schröder waren de grote smaakmakers bij hun clubs, maar kenden verschillende confrontaties met elkaar zowel binnen als buiten het voetbalveld. Bij deze wedstrijden was er wel sprake van een gezonde rivaliteit. Veel spelers waren bevriend met elkaar. De contacten tussen RAP-voorzitter Kees Zeverijn en Pim Mulier waren eveneens goed, ze kenden elkaar van een hardloopwedstrijd en regelden in juni 1888 een vriendschappelijk voetbalduel, waarin er twaalf-tegen-twaalf gespeeld werd.
De eerste bondswedstrijd in het seizoen 1888/89 eindigde in een 1-1 gelijkspel. In het seizoen 1889/90 werd HFC landskampioen door uitgerekend RAP met 2-1 te verslaan. Wanneer de NVAB in januari 1894 het veld van RAP onbespeelbaar verklaart, speelt deze club haar thuiswedstrijden op het veld van HFC. Het hindert RAP niet opnieuw kampioen te worden, met twee punten voorsprong op HFC. Hierop volgend kon RAP tijdens het seizoen 1894/95 de zoektocht naar een eigen veld voortzetten en werd HFC wederom landskampioen. In de onderlinge strijd won RAP de meeste titels, maar speelde HFC uiteindelijk het langst op het hoogste niveau. In 1905 nam RAP definitief afscheid van de Eerste klasse en in 1914 houdt RAP op te bestaan als voetbalclub.

## Wedstrijdresultaten
Het Nederlands Elftal speelde drie interlands tegen België in het stadion van HFC: 1-2-verlies en 7-0 winst.
De Koninklijke HFC wist één keer het Holdert-beeld (in 1894) en drie keer de Holdertbeker (voorloper van KNVB beker) te winnen, in de jaren 1904, 1913 en 1915. Tijdens het toernooi 1903/04 won HFC met 25-0 tegen VVV uit Amsterdam, nog altijd een record in de Nederlandse bekercompetitie. Eddy Holdert scoorde dertien keer, ook een record.
Bovendien werd de club drie keer (officieus) kampioen van Nederland in de seizoenen:
- 1889/90
- 1892/93
- 1894/95

HFC promoveerde in 2016 naar de Tweede Divisie, die een jaar eerder was heropgericht. HFC komt in het seizoen 2021/22 voor het zesde seizoen op rij in de Tweede Divisie uit. In het KNVB-Bekertoernooi van 2015/16 wist HFC profclub FC Eindhoven uit te schakelen. In de volgende ronde was Eredivisionist Heracles Almelo te sterk.

## Erelijst

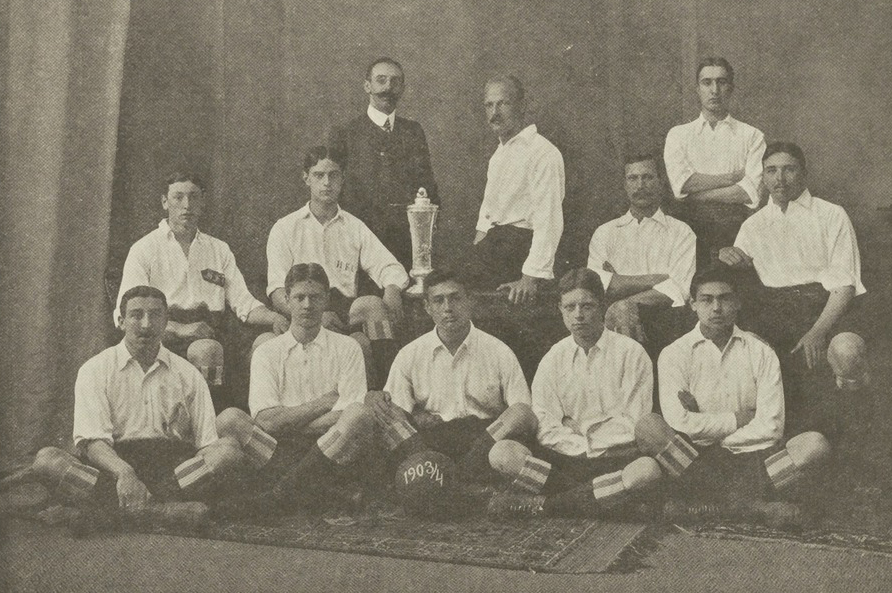
De H.F.C. met de Holdertbeker in 1904.

| Competitie                    | Winnaar | Winnaar                                  | Runner up | Runner up                            |
| Competitie                    | Aantal  | Jaren                                    | Aantal    | Jaren                                |
| ----------------------------- | ------- | ---------------------------------------- | --------- | ------------------------------------ |
| Nationale hoofdprijzen (KNVB) |         |                                          |           |                                      |
| Nederlands landskampioenschap | 3×      | 1890, 1893, 1895                         | 2×        | 1894, 1889                           |
| Holdertbeker                  | 3×      | 1904, 1913, 1915                         | -         |                                      |
| Nationale afdelingen (KNVB)   |         |                                          |           |                                      |
| Hoofdklasse                   | 1×      | 2014                                     | -         |                                      |
| Eerste Klasse                 | 5×      | 1890, 1893, 1895, 1961, 2011             | 4×        | 1891, 1894, 1904, 1907,              |
| Tweede Klasse                 | 7×      | 1898, 1900, 1922, 1923, 1933, 1959, 2001 | 4×        | 1956, 1965, 1969, 2009               |
| Derde Klasse                  | 3×      | 1943, 1950, 2000 (Zondag)                | 3×        | 1946, 1949, (Zondag) 1997 (Zaterdag) |
| Vierde Klasse                 | 3×      | 1988, (Zondag) 2011, 2013 (Zaterdag)     | 3×        | 1996, 2004, 2005 (Zaterdag)          |
| Vijfde Klasse                 | 1×      | 2001 (Zaterdag)                          | -         |                                      |
| Regionale prijzen             |         |                                          |           |                                      |
| Zilveren Bal                  | 1×      | 1971                                     | 2×        | 1906, 1912                           |
| Vriendschappelijke prijzen    |         |                                          |           |                                      |
| Pioneers Cup                  | 1×      | 2016                                     | 1×        | 2014                                 |

## HFC in Europa
| - Groep = Groepsfase - 1/4 = kwartfinale |  | - 1/2 = halve finale - F = finale |

| Seizoen | Competitie    | Ronde | Land            | Club                 | Score |
| ------- | ------------- | ----- | --------------- | -------------------- | ----- |
| 1905    | Coupe Ponthoz | 1/4   | Vlag van België | Léopold CB           | 6-2   |
|         |               | 1/2   | Vlag van België | Union Saint-Gilloise | 1-2   |
| 1906    | Coupe Ponthoz | 1/4   | Vlag van België | Daring CB            | 0-1   |

## Overzichtslijsten

### Internationals
De Koninklijke HFC leverde door de jaren heen vijfentwintig officieuze en officiële internationals af. Hieronder volgt een lijst van alle Koninklijke HFC-spelers die ooit tijdens hun verblijf bij de club uitkwamen voor het Bondselftal (1894-1905) en het Nederlands elftal (1905-heden). De aanvaller Paul Bouwman en doelman Nico van der Lee werden in de jaren '50 geselecteerd voor het Nederlands amateurvoetbalelftal. Ook had HFC met F. De Klerck, A. Steup en Dolf van der Nagel tussen 1911 en 1913 drie Nederlands militair internationals.

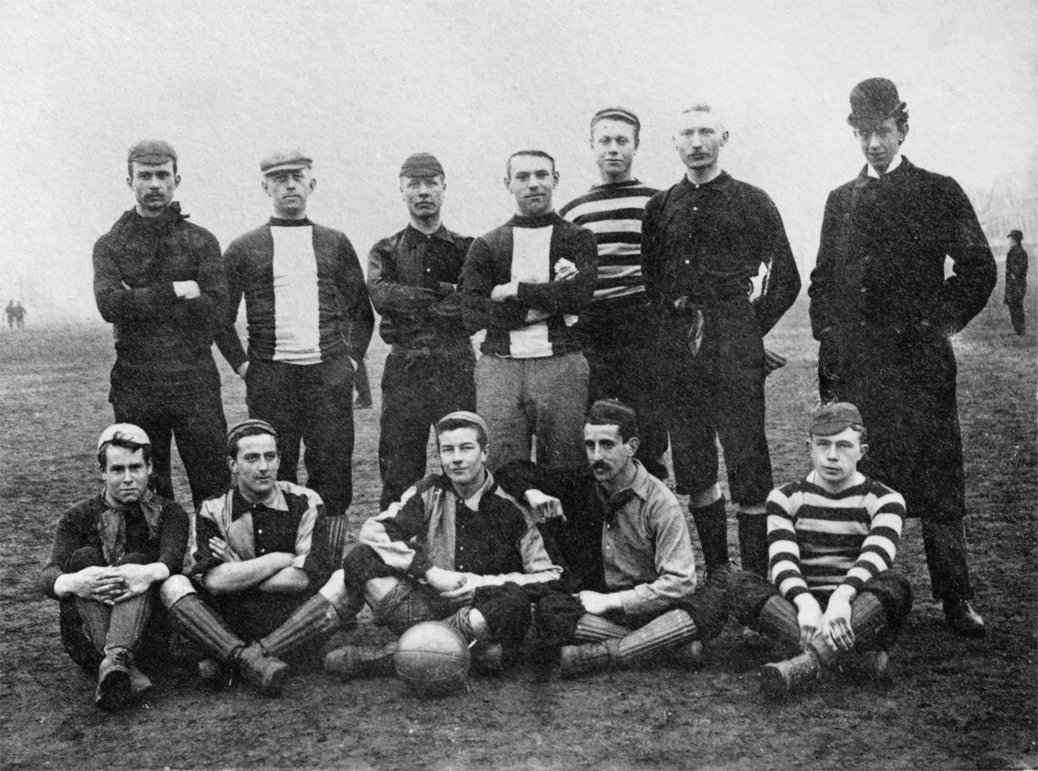
Nederlands bondselftal in 1894, met 4 spelers van HFC.

| Periode   | Naam                      | Interlands | Doelpunten |
| --------- | ------------------------- | ---------- | ---------- |
| 1894      | Solco Tromp               | 2          | 0          |
| 1894      | Karel Ples                | ?          | ?          |
| 1894      | Hubert Menten             | 2          | ?          |
| 1894      | R.A.C. Schut              | ?          | ?          |
| 1894–1895 | Pim Mulier                | 2          | 2          |
| 1894–1895 | Frits Dólleman            | ?          | ?          |
| 1894–1895 | Wim Schorer               | ?          | ?          |
| 1894–1895 | Puck Meijer               | 4          | ?          |
| 1895      | Otto Menten               | ?          | ?          |
| 1895      | Lex Diemer Kool           | ?          | ?          |
| 1895–1897 | Albertus Putman Cramer    | 3          | 0          |
| 1899      | A.G. van Waveren          | ?          | ?          |
| 1905      | Wijnand van Waveren       | 1          | ?          |
| 1905–1908 | Ben Stom                  | 9          | 0          |
| 1906–1907 | Ferry van der Vinne       | 3          | 1          |
| 1906–1914 | Mannes Francken           | 22         | 17         |
| 1907      | Lothar van Gogh           | 2          | 2          |
| 1907      | Max Henny                 | 1          | 0          |
| 1907      | Pieter Boelmans ter Spill | 3          | 0          |
| 1912      | Cees ten Cate             | 5          | 0          |
| 1914      | Jacques Francken          | 1          | 1          |
| 1914      | Dolf van der Nagel        | 1          | 0          |
| 1919-1924 | Ben Verweij               | 11         | 0          |
| 1920-1923 | Frits Kuipers             | 5          | 0          |
| 1924–1934 | Gejus van der Meulen      | 54         | 0          |

### Bekende (oud-)spelers
- Liban Abdulahi
- Pascal Averdijk
- Giorgio Berkleef
- Tien Bos
- Ilias Bronkhorst
- Cees ten Cate
- Pelle Clement
- Radjin de Haan
- Zakaria Eddahchouri
- Rachid El Yaakoubi
- Frank Korpershoek
- Xavier Mous
- Nick Olij
- Oliver Rifai
- Just Spee
- Gertjan Tamerus
- Benjamin van den Broek
- Dolf van der Nagel
- Thomas Rier
- Daniël van Son
- Roy Wesseling
- Oscar Wilffert
- Julius Wille
- Michael Timisela

## Competitieresultaten 1995–2023 (zaterdag)
| 6 4B |

| 2 4B |

| 2 3B |

| 4 3B |

| 10 3B |

|  |

| 1 5D |

| 5 4E |

| 10 3C |

| 2 4E |

| 2 4D |

| 5 4C |

| 5 4E |

| 7 4E |

| 4 4D |

| 4 4D |

| 1 4D |

| 13 3B |

| 1 4C |

| 8 3B |

| 6 3B |

| 9 3B |

| xx 3B |

| 1 4B |

| 8 3B |

| -- 3A |

| -- 3A |

| 1 3A |

| 6 2A |

| Tweede klasse | Derde klasse | Vierde klasse | Vijfde klasse |

## Competitieresultaten 1891–heden (zondag)
| 2 |

| 1 |

| 2 |

| 3 |

| 1 |

| 2 |

| 1 |

| 5 |

| 7 |

| 1 2A |

| 6 |

| 7 |

| 1 2A |

| 7 |

| 3 1B |

| 2 1A |

| 3 |

| 3 |

| 2 |

| 9 |

| 7 |

| 8 |

| 5 |

| 4 |

| 6 |

| 4 |

| 2 |

| 6 |

| 10 |

| 9 |

| 7 |

| 12 |

| 12 |

| 1 2A |

| 1 2B |

| 5 |

| 7 |

| 4 |

| 8 |

| 6 |

| 4 |

| 6 |

| 9 |

| 10 |

| 1 2B |

| 9 |

| 8 |

| 10 |

| 7 2B |

| 8 2B |

| 9 2A |

| 4 A |

| 12 2B |

| 4 3B |

| 1 3B |

| 9 3B |

|  |

| 2 3C |

| 6 3A |

| 5 3B |

| 2 3D |

| 1 3A |

| 9 2B |

| 6 2A |

| 4 2B |

| 3 2A |

| 10 2A |

| 2 2A |

| 3 2B |

| 3 2B |

| 1 2B |

| 3 1A |

| 1 1A |

| 7 1A |

| 4 1A |

| 11 1A |

| 2 2B |

| 7 2A |

| 8 2A |

| 3 2A |

| 2 2A |

| 11 2A |

| 5 2A |

| 8 2A |

| 14 2A |

| 10 3B |

| 8 3B |

| 12 3B |

| 4 4C |

| 5 4C |

| 4 4C |

| 3 4C |

| 6 4C |

| 7 4C |

| 10 4C |

| 11 4C |

| 11 4C |

| 12 4F |

| 3 |

| 1 4D |

| 7 3B |

| 3 3B |

| 9 2A |

| 10 2A |

| 10 3B |

| 3 3B |

| 8 3B |

| 9 3B |

| 5 3B |

| 5 3B |

| 5 3B |

| 1 3B |

| 1 2B |

| 10 1A |

| 11 1A |

| 4 2B |

| 4 2A |

| 5 2A |

| 12 2B |

| 1 3B |

| 2 2B |

| 3 2B |

| 1 1A |

| 12 A |

| 7 A |

| 1 A |

| 6 |

| 3 |

| 13 |

| 10 |

| 4 |

| - |

| - |

| 3 |

| 7 |

| 11 |

2019/20: Dit seizoen werd na 24 speelrondes stopgezet vanwege de uitbraak van het COVID-19-virus. Er werd voor dit seizoen geen eindstand vastgesteld.
2020/21: Dit seizoen werd na 6 speelrondes stopgezet vanwege de uitbraak van het COVID-19-virus. Er werd voor dit seizoen geen eindstand vastgesteld.
| Tweede Divisie | Topklasse    | Hoofdklasse   | Eerste klasse         | Overgangsklasse |
| Tweede klasse  | Derde klasse | Vierde klasse | Eerste klasse Hlm. VB | Noodcompetitie  |

In elke staaf van de grafiek staat van boven naar beneden vermeld: 
- Eindnotering

Dit is de positie die de club heeft bereikt in de competitie, zonder eventuele beslissings-, play-off- of nacompetitiewedstrijden die nodig zijn geweest om bijvoorbeeld de kampioen van de competitie te bepalen.
Indien een * achter het getal staat is de notering een tussenstand en kan het zijn dat de notering niet overeenkomt met de uiteindelijke eindstand van de competitie.
Staat er een - dan is het seizoen nog bezig en is er geen definitieve uitslag bekend.
Staat er xx op de positie van de notering, dan heeft de club vroegtijdig de competitie verlaten. Dit kan onder andere komen door terugtrekking van het team, faillissement van de club of door een uitgedeelde straf van de KNVB. In veel gevallen staat elders in het artikel de reden vermeld.
Staat er een ? dan is het resultaat uit het verleden onbekend, en is alleen de competitie of het niveau bekend van dat seizoen.
In de seizoenen 2019/20 en 2020/21 werd wegens de coronacrisis het amateurvoetbal afgebroken. Daardoor kennen deze staven geen eindklassering (middels -- weergegeven).
- Competitieniveau en afdelingsletter of Officiële eindstand Eredivisie
  - Competitieniveau en afdelingsletter

Hierbij geeft het getal het niveau weer, dat ook terug te vinden is in de legenda. De letter is de afdelingsaanduiding en wordt gebruikt wanneer er meer afdelingen zijn op hetzelfde niveau. De afdelingsletter is altijd een hoofdletter en wordt meestal zonder nummer gebruikt.
Voorbeeld: 2F is niveau 2e klasse competitie F.
Het competitieniveau en nummer wordt niet vermeld wanneer er slechts één competitie van dit niveau was.
  - Officiële eindstand Eredivisie (getal staat tussen haakjes vermeld)

Sinds de introductie van play-offwedstrijden voor Europees voetbal na afloop van de reguliere competitie in 2005/06, is de KNVB verplicht een eindstand van de Eredivisie door te geven aan de UEFA aan de hand van deze play-offwedstrijden.
Bij deze eindstand staan clubs die zich hebben gekwalificeerd voor Europees voetbal hoger dan clubs die zich niet wisten te kwalificeren. Indien er geen verschil was tussen de eindnotering en de officiële eindstand, staat dit getal niet vermeld.

- Onderafdeling

Hier staat afgekort de naam van de onderafdeling indien de club in dat jaar in een onderafdeling uitkwam. Tevens staat deze afkorting in de legenda en wordt gelinkt naar het artikel over deze onderafdeling. Deze afkorting wordt alleen vermeld wanneer de club in het verleden in verschillende onderafdelingen heeft gespeeld. Deze vermelding is in de staaf altijd in kleine letters. Deze onderafdelingen zijn na het seizoen 1995/96 afgeschaft. Heeft de club in slechts één onderafdeling gespeeld, dan is dit alleen terug te vinden in de legenda.
Onder de staaf staat het jaartal vermeld waarin het seizoen is afgesloten. 15 verwijst naar het seizoen 2014/15 of eventueel het seizoen 1914/15.
Wanneer een staaf leeg is, zijn deze gegevens niet bekend. Het kan ook zijn dat de club dat seizoen niet heeft meegespeeld op het hogere amateurniveau, vroegtijdig de competitie heeft verlaten of uit de competitie is gezet.

In het seizoen 1944/45 was er wegens de Tweede Wereldoorlog geen regulier competitievoetbal.

## Koninklijke HFC in de KNVB Beker
Dit schema laat de resultaten zien van Koninklijke HFC tegen profclubs in de KNVB Beker.
| Seizoen | Ronde    | Wedstrijd                  | Uitslag  |
| ------- | -------- | -------------------------- | -------- |
| 1961/62 | 1e ronde | RCH - Kon. HFC             | 2-3      |
| 1961/62 | 2e ronde | HFC Haarlem - Kon. HFC     | 3-2      |
| 2015/16 | 2e ronde | Kon. HFC -FC Eindhoven     | 3-2      |
| 2015/16 | 3e ronde | Heracles Almelo - Kon. HFC | 3-1      |
| 2018/19 | 2e ronde | SC Cambuur - Kon. HFC      | 2-1      |
| 2019/20 | 1e ronde | Kon. HFC - Telstar         | 1-2      |
| 2022/23 | 1e ronde | Kon. HFC - Telstar         | 0-1      |
| 2023/24 | 1e ronde | Kon. HFC - Go Ahead Eagles | 1-4 n.v. |
| 2024/25 | 1e ronde | Kon. HFC - FC Emmen        | 1-0      |
| 2024/25 | 2e ronde | PSV - Kon. HFC             | 8-0      |